# Les Saltimbanques dans la nuit
Les Saltimbanques dans la nuit est un tableau réalisé par le peintre français Marc Chagall en 1957. Cette huile sur toile représente des musiciens. Partie des collections du musée national d'Art moderne, à Paris, elle est conservée en dépôt au musée d'Art moderne et contemporain de Saint-Étienne Métropole, à Saint-Étienne.